# East Hill (Kent)
East Hill est un hameau de West Kingsdown, dans le district de Sevenoaks, dans le comté du Kent.

## Localisation
East Hill est d'environ huit miles au sud ouest de la ville de Sevenoaks et environ quatre miles au nord du village de Kemsing et à environ deux miles au sud ouest du village West Kingsdown.

## hameaux à proximité
Hameaux proches comprennent Romney Street, Woodlands, Knatts Valley, Maplescombe, Knockmill est Cotman Ash.

## Équipements
Il s'agit d'un cours de golf dix-huit trous et une douzaine de bois voisins. Il a aussi un camping.

## Transports
Le hameau se trouve sur une route sans issue (East Hill Road). Mais à quelques miles il y a la route A20 et A225 et aussi les autoroutes M20, M26 et M25. La gare la plus proche est la gare de Otford, à environ quatre miles.